# Удлинённая монета
Удлинённая монета — это монета, которая была сплющена или растянута, и на неё был нанесён новый рисунок. Такие монеты часто используются в качестве памятных или сувенирных жетонов, и машины для удлинения монет часто можно найти в туристических центрах, таких как музеи, парки развлечений, а также природные или искусственные достопримечательности. На веб-сайте PennyPresses.net есть карта с более чем 3300 автоматами.
Коллекционирование удлинённых монет — раздел нумизматики. Удлинённые монеты также относятся к категории экзонумий.
Первые продолговатые монеты в США были произведены на Всемирной Колумбийской выставке, проходившей в 1893 году в Чикаго, штат Иллинойс. Было создано несколько вариантов их внешнего вида.
Самым ранним зарегистрированным дизайнером удлинённых монет является Чарльз Дамм, который создал дизайн монет, представленных на Панамериканской выставке 1901 года в Буффало, штат Нью-Йорк.

## Законность
Процесс создания удлинённых монет законен в Соединённых Штатах, Южной Африке и некоторых частях Европы. В Соединённых Штатах Раздел 18 Кодекса США, глава 17, раздел 331 запрещает «искажение, уменьшение и фальсификацию монет Соединённых Штатов». Вышеупомянутый закон, однако, не запрещает модифицировать монеты, если они не используются в мошеннических целях, то есть если нет намерения создать поддельные монеты или получить прибыль от неблагородного металла (использовать медный цент США до 1982 года, который, по состоянию на 2010 год, в США стоит более одного цента). Поскольку продолговатые монеты изготавливаются в основном в качестве сувениров, модификации для этой цели являются законными.
В Великобритании Закон о чеканке монет 1971 года, раздел 10, запрещает без лицензии Министерства финансов переплавлять или разбивать любые металлические монеты, которые в настоящее время находятся в обращении в Соединённом Королевстве. Поскольку процесс создания удлинённых монет не требует их плавления или разрушения, Раздел 10 не применяется, удлинение монет законно в Великобритании, а соответствующие прессы — обычное явление в туристических достопримечательностях по всей стране.